# Vratița, Burgas
Vratița (în bulgară Вратица) este un sat în comuna Kameno, regiunea Burgas,  Bulgaria. 

## Demografie
Componența etnică a satului Vratița
     Bulgari (98,94%)
     Nicio identificare (1,05%)
     Altele (0%)
La recensământul din 2011, populația satului Vratița era de 95 locuitori. Din punct de vedere etnic, majoritatea locuitorilor (98,94%) erau bulgari. Pentru 1,05% din locuitori nu este cunoscută apartenența etnică.